# 单花金腰
单花金腰（学名：Chrysosplenium uniflorum）为虎耳草科金腰属下的一个种。

## 扩展阅读
- 維基物種上的相關：单花金腰